# Contrecœur
Contrecœur – miasto w Kanadzie, w prowincji Quebec, w regionie Montérégie i MRC Lajemmerais. Miasto zostało nazwane na cześć Antoine’a Pécaudy de Contrecœur, seniora z czasów Nowej Francji.
Liczba mieszkańców Contrecœur wynosi 5 678. Język francuski jest językiem ojczystym dla 97,1%, angielski dla 0,6% mieszkańców (2006).